# Houtwol

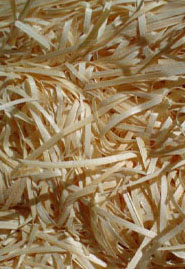
Houtwol.

Houtwol is verwerkt naald- en loofhoutafval in de vorm van fijne krullen met een dikte van 0,01 tot 0,5 mm.

## Details
Hieronder staat een tabel met de verschillende soorten houtwol:
| Gradatie | Naam                | Dikte van de houtvezel (mm) | Breedte van de houtvezel (mm) |
| -------- | ------------------- | --------------------------- | ----------------------------- |
| 1        | Superfijne houtwol  | 0,15                        | 0,51                          |
| 2        | Gewone houtwol      | 0,30                        | 0,51                          |
| 3        | Extra-fijne houtwol | 0,38                        | 0,79                          |
| 4        | Fijne houtwol       | 0,46                        | 0,79                          |
| 5        | Medium-houtwol      | 0,53                        | 1,04                          |
| 6        | Grove houtwol       | 0,38                        | 4,24                          |

## Toepassingen
Houtwol kan gebruikt worden als verpakkingsmateriaal en voor de vervaardiging van houtwolplaten. Voor verpakkingsdoeleinden is de wol min of meer verdrongen door kunststofproducten, onder andere gemaakt van polystyreen.
Bij de platen wordt de wol gebonden met cement of magnesiet en het wordt met dit bindmiddel ook wel aangeduid (naamgeving). De platen worden in de bouw gebruikt voor thermische isolatie, als lichte scheidingswandplaat en tevens ter verfraaiing.